# GR2N!
GR2N!(밴드 그린)은 2024년에 데뷔한 대한민국의 인디 록밴드이다. 초기에는 ‘밴드다미’라는 이름으로 활동했으며, 이후 팀의 정체성을 확립하고자 GR2N!으로 개명했다.
‘초록도 록이다’라는 슬로건을 가지고 활동 중이며, 자연과 감성을 담은 음악을 추구한다.
| 이름   | 소개 |
| ------ | --- |
| 김다미 | - 이름 : 김다미 - 생년월일 : 1995년 10월 10일(29세) - 학력 : 계명대학교 실용음향음악과 - 포지션 : 리더, 보컬 |
| 여명진 | - 이름 : 여명진 - 생년월일 : 1999년 11월 25일(25세) - 학력 : 계명대학교 실용음향음악과 - 포지션 : 기타       |
| 김지호 | - 이름 : 김지호 - 생년월일 : 2000년 3월 3일(25세) - 학력 : 계명대학교 실용음향음악과 - 포지션 : 베이스       |
| 도현서 | - 이름 : 도현서 - 생년월일 : 2005년 2월 21일(20세) - 학력 : 계명대학교 실용음향음악과 - 포지션 : 드럼        |

## 음반 목록
EP
- 《서로와 나》 (2024년)

### 싱글
- 《그대안에 그린》 (2023년)
- 《달려라 달려》 (2024년)

## 수상 목록
- 2023년 TBC 《D루키 페스타》 대상
- 2023년 영남일보 《경산 AGAIN 대학가요제》 금상[1]

## 출연

### 방송 및 공연
- 2023 카더가든, 봉제인간과 함께하는 청춘사운드콘서트 [대구]
- 2024 영천 문화가 있는 날-구석구석문화배달[2]
- 2025 통영국제음악제 프린지공연[3]